# Di padre in figlia
Di padre in figlia è una miniserie televisiva italiana trasmessa in prima visione su Rai 1 dal 18 aprile al 2 maggio 2017.
La miniserie narra una storia di emancipazione femminile nella famiglia veneta Franza, proprietaria di una distilleria a Bassano del Grappa, tra gli anni '50 e '80. La gestione passerà dalle mani di Giovanni, fondatore nonché patriarca della famiglia, nelle mani dei quattro figli: Antonio, Maria Teresa, Elena e Sofia.

## Puntate
| nº | Titolo          | Prima TV       |
| -- | --------------- | -------------- |
| 1  | Prima puntata   | 18 aprile 2017 |
| 2  | Seconda puntata | 25 aprile 2017 |
| 3  | Terza puntata   | 26 aprile 2017 |
| 4  | Quarta puntata  | 2 maggio 2017  |

## Trama

### Prima puntata
Bassano del Grappa, 1958. Giovanni Franza, proprietario di una distilleria in società con l'amico Enrico Sartori, è un donnaiolo e una sera la moglie Franca  lo va a recuperare in un bordello perché sta per partorire. Hanno già due figlie femmine e Giovanni agogna l'arrivo di un maschio. Nascono due gemelli, Sofia e Antonio. La figlia maggiore Maria Teresa si sente trascurata con l'arrivo dei fratellini e così al loro battesimo, per attirare l'attenzione del padre, decide di scappare nel bosco portando con sé il fratellino neonato Antonio, la sorellina Elena e Riccardo, figlio di Enrico. Lungo il sentiero però ci sono delle mine, e il padre recupera i ragazzi spaventandosi molto.
Giugno 1968. Maria Teresa e Riccardo stanno per finire le superiori e decidono di andare a studiare insieme a Padova, mentre Elena aspira a diventare una ballerina classica ed è fidanzata con Filippo Biasolin, figlio del sindaco. Don Giulio consegna a Franca una lettera di una sua vecchia fiamma che vive in Brasile. Giovanni vuole cambiare la destinazione d'uso di un terreno che intende comprare per aprire un nuovo stabilimento e pretende l'aiuto del sindaco che ha contribuito a far eleggere. Pina Zanchetti, ex prostituta ed ex amante di Giovanni, affronta Franca e le consegna una busta con dei soldi che le aveva prestato il marito anni prima per aprire il suo negozio da sarta, questo perché non vuole più avere debiti con lui e per scusarsi con lei.
All'orale di maturità di Maria Teresa è presente solo la madre e la ragazza, che si sente ancora trascurata dal padre, litiga con lui prima di comunicargli l'intenzione di andare a studiare chimica a Padova. La sera stessa, Maria Teresa vede dalla finestra la sorella Elena baciarsi con Riccardo e si ingelosisce.
Giovanni ottiene un prestito dalla banca per comprare nuovi macchinari, ma di questo non aveva informato il socio Enrico con cui litiga anche perché ha brevettato tutto a suo nome truffandolo: Sartori viene così allontanato dall'azienda, dall'agitazione gli viene un infarto e di conseguenza suo figlio Riccardo dice a Maria Teresa di non poterla più seguire a Padova.
La prima persona che la ragazza conosce all'Università di Padova è Giuseppe Nunzio, un operaio che distribuisce volantini e che l'aiuta a inserirsi. Intanto Elena, con i soldi che la madre le ha dato per comprarsi delle scarpe da ballo, va invece a farsi le analisi perché pensa di essere incinta di Filippo che intanto si appresta a lavorare nello studio notarile dello zio. Nel frattempo, Franca impara a leggere e scrivere grazie all'aiuto di Pina.
Maria Teresa rivede Riccardo che è in difficoltà economiche, data la degenza del padre, e gli comunica che la sorella è incinta; proprio Elena dice a Riccardo che il bambino però è di Filippo e non suo. La ragazza intanto confessa il fatto solo alla madre, ed è preoccupata di quello che la gente potrebbe pensare. Dopo il saggio di danza della figlia, Giovanni sente le due donne parlare della questione.

### Seconda puntata
A casa Giovanni sfoga la sua rabbia con Elena, il resto della famiglia e anche col sindaco prima di comunicargli lo stato interessante della figlia e che i due ragazzi si sposeranno. Filippo quindi regala un anello a Elena, la quale insieme alla madre sceglie il vestito per il matrimonio dal negozio di Pina. Durante le nozze, però, Filippo si ubriaca e rovina la festa. Dopo aver salutato Riccardo, Maria Teresa parte per Padova dove divide casa con delle studentesse femministe.
1973. Il sindaco e sua moglie raccolgono le firme in vista del referendum abrogativo sul divorzio. Elena è diventata mamma di una bambina, Giovanna. Maria Teresa continua a studiare a Padova. Sofia e Antonio sono ormai adolescenti e sono sempre più uniti.
Arriva il giorno di Pasqua, e tutta la famiglia si riunisce a casa di Filippo ed Elena che è di nuovo incinta. Mentre sono assieme, Elena chiede a Maria Teresa se abbia finalmente trovato un fidanzato, ma la sorella le risponde che non è piacendo agli uomini che si può misurare il valore di una donna.
Intanto, in città arriva una delegazione brasiliana di emigrati bassanesi e la famiglia viene invitata a partecipare all'incontro. Qui Franca rivede la sua vecchia fiamma Jorge, e i due si incontrano poi di nascosto a Marostica dove fanno l'amore in un hotel.
Enrico Sartori si ripresenta in azienda per saldare il conto con Giovanni e ritirare un macchinario in vista dell'apertura di una propria distilleria insieme al figlio. Franza si accorge della troppa vicinanza tra i suoi figli gemelli e così cerca di separarli, tenendo di più con sé Antonio che dovrà essere il suo erede in azienda. Maria Teresa litiga con le coinquiline perché si occupano solo delle loro attività politiche e non degli affari di casa. Elena viene maltrattata da Filippo, ormai sempre più vittima dell'alcol, e interviene quindi Giovanni con la moglie a calmare gli animi.
Il 5 giugno, Maria Teresa partecipa insieme alle coinquiline alla prima manifestazione nazionale del Movimento Femminista Italiano contro il processo per aborto a Gigliola Pierobon, e durante la turbolenta udienza viene portata via dagli agenti; la va a prendere in questura il padre che, furibondo, la fa controllare da una levatrice sincerandosi che sia vergine. La ragazza si laurea poi in chimica con 110 e lode e il padre cerca invano di riconciliarsi con lei proponendole di diventare la sua segretaria in azienda, ma Maria Teresa se ne va furiosa della scarsa considerazione paterna. Incontra poi l'ex socio del padre e accetta di lavorare presso la piccola distilleria artigianale che lui ha aperto dopo essersi ripreso dall'infarto con l'aiuto economico del figlio Riccardo, che ha rinunciato a proseguire gli studi e ha lavorato per diversi anni in fabbrica al fine di aiutare economicamente la famiglia. Riccardo sta però per sposarsi con un'altra ragazza.
Franca continua a vedersi di nascosto con Jorge persino nel retrobottega della sartoria di Pina, diventata ormai sua grande amica e confidente. Il giorno di Natale, Sofia e Antonio assumono della droga LSD, ma al ragazzo fa un terribile effetto e rientra in casa stravolto e sorretto dalla sorella che confessa il fatto ai genitori, i quali si infuriano e chiamano un dottore. La notte di Capodanno Maria Teresa, stanca della propria verginità che le provoca imbarazzo nei discorsi con le coinquiline, chiede a Giuseppe di fare l'amore con lei.

### Terza puntata
Giovanni decide di mandare la figlia Sofia in collegio, per questo in casa scoppia una lite e Franca decide di non voler dormire più insieme al marito. Maria Teresa, dopo la notte passata con Giuseppe, fa le valigie e torna a Bassano per iniziare l'esperienza con i Sartori; davanti alla distilleria viene fermata dal padre che le intima di fermarsi e tornare dalla sua parte, ma lei rifiuta, perché ha passato tutta la vita a cercare di fargli capire chi è e cosa può fare, e se lui non riesce a capirlo, lei preferisce stare con chi invece riesce a farlo. Sofia di notte scappa dal collegio insieme a una compagna e ritorna a casa, ma Antonio la riporta indietro: da quel momento i gemelli si separeranno per sempre. Pina, grande appassionata di mitologia greca, vince 48 milioni di lire a Rischiatutto e tutto il paese la acclama.
1980. La distilleria "Franza & figlio" è ormai un colosso. Maria Teresa lavora ancora per la concorrenza e a casa sua ospita Sofia, che non fa una vita regolare ma gira il mondo con pochi soldi.
Elena conosce il fotografo Fabrizio che le propone di lavorare per lui come modella, così decide di lasciare il marito e le figlie per trasferirsi a Milano; Filippo la va a riprendere allo studio fotografico, ma Elena si rifiuta di tornare, e dopo la scenata Fabrizio, divenuto suo amante e convivente, le dice che deve trovarsi un altro alloggio. Filippo decide quindi di cambiare vita per il bene delle sue figlie e inizia a partecipare alle riunioni degli Alcolisti Anonimi. Lì, a poco a poco, comincia a capire quanto le azioni della moglie, per quanto sbagliate, siano state in gran parte dovute al suo carattere violento e che, quindi, lui stesso debba trovare il modo di chiederle perdono.
Antonio inizia ad avere problemi di droga e si invaghisce e importuna la segretaria Diana, che lo respinge spaventata. Riccardo confessa alla moglie di essere innamorato di Maria Teresa. Pina apre un negozio nella lussuosa Via della Spiga nel centro di Milano. Dopo aver saputo che la Sartori distribuirà la grappa in Inghilterra, Maria Teresa e Riccardo si baciano per l'euforia. Antonio fa credere al padre che saranno loro a gestire l'export e di nascosto vende sottobanco una grossa quantità a un contrabbandiere napoletano, ma la Guardia di Finanza sequestra il carico e blocca sia la vendita sia la distribuzione della distilleria con l'accusa di frode fiscale e falsa esportazione. Il ragazzo, sentendosi in colpa ed essendo rimasto senza niente (alla fine dei rapporti con le sue sorelle si aggiunge la rabbia del padre che, deluso, lo caccia dall'azienda), si suicida con un colpo di pistola.

### Quarta puntata
Si svolge il funerale di Antonio e la famiglia è straziata dal dolore e sempre più divisa. Già durante la cerimonia, Franca e le figlie si abbandonano in un abbraccio tra loro da cui Giovanni è apertamente escluso, ad indicare come esse lo ritengano responsabile di quanto accaduto: anche se non sanno il motivo preciso, sanno tutte quanto Antonio abbia sofferto, per colpa del padre. Più tardi, durante la cena, Sofia pretende di sapere da Giovanni cosa sia successo, e al rifiuto di quest'ultimo di rispondere, in un ultimo tentativo di intimidirla, la ragazza lo accusa apertamente rinfacciandogli il suo essere oppressivo, egoista e violento. Il dolore e la rabbia quasi spingono Giovanni a reagire con violenza, ma Maria Teresa, furiosa, lo ferma, segnando così il momento in cui ogni sua autorità sulle figlie si conclude definitivamente.
Riccardo va da Maria Teresa, i due fanno l'amore e qualche giorno dopo il ragazzo le propone di andare a convivere dato che si sta separando dalla moglie, dalla quale ha avuto un figlio, e la ragazza accetta. Nel frattempo, Giovanni si trova in una situazione di profonda disperazione: con la moglie e le figlie che lo ritengono responsabile della morte di Antonio, lui stesso è assalito da un forte senso di colpa, al punto che, incontrando Sartori sulla tomba del figlio, lo abbraccia. Nel frattempo gli viene concessa la riapertura della distilleria.
Elena decide di ritornare dal marito e dalle figlie, che però inizialmente la rifiutano. Sofia, spinta dalla madre, decide di partire e di girare il mondo arrivando fino a Nova Bassano, città brasiliana fondata da suoi concittadini, dove per caso fa la conoscenza di Jorge che le racconta la storia della madre: Franca in realtà si chiamava Maria e lavorava nei campi con lui fino a quando un giorno, per ottenere lo stipendio che spettava loro così da potersene andare insieme, aveva deciso di rivolgersi al loro padrone, che venne trovato morto; dopodiché, di Maria e Giovanni (che Jorge sapeva essere invaghito di lei) non si seppe più nulla.
Elena confessa prima a Maria Teresa e poi a Filippo, col quale si riconcilia, che la figlia Giovanna è in realtà frutto di una relazione clandestina con Riccardo; quest’ultimo viene informato , rimanendone profondamente sconvolto. Dopo un iniziale crollo emotivo, Filippo rassicura Elena dicendole di amare Giovanna come se fosse sua figlia, ma le impone che nessuno, soprattutto la bambina, dovrà mai venire a conoscenza della sua vera paternità. Nonostante le difficoltà affrontate, Elena, Filippo e le figlie sembrano finalmente essere riusciti a lasciarsi il passato alle spalle e a vivere serenamente.
Sofia ritorna dal viaggio e insieme alle sorelle si fa raccontare dalla madre la verità sulla sua fuga dal Brasile: Franca stava per essere violentata dal padrone di lavoro quando Giovanni cercò di intervenire, venendo a sua volta aggredito; a uccidere l'uomo fu in realtà per legittima difesa la stessa Franca, colpendo il padrone in testa con una spranga. La donna confessa poi al marito di averlo tradito con Jorge, che era venuto in Italia tempo prima. Giovanni, profondamente turbato, prende coscienza del danno arrecato alla famiglia, riconoscendo di aver trascurato i suoi affetti per concentrarsi esclusivamente sul lavoro. Decide quindi di vendere l'azienda ai Sartori e ricominciare con la moglie, ma ormai è tardi: Franca ha deciso di vivere la vita piena e indipendente a cui ha per tanto tempo rinunciato, perciò decide che andrà a Milano per lavorare con la sua migliore amica Pina, lasciandosi alle spalle sia Giovanni che Jorge (di cui tuttavia continua ad essere innamorata), slegandosi dal passato e iniziando una nuova vita. Giovanni, nonostante il dolore, accetta la sua decisione con umiltà e senza opporsi, a testimonianza di quanto sia cambiato.
Maria Teresa si trova costretta a prendere una decisione difficile. Durante una conversazione con Giuseppe, ora operaio della distilleria Franza, viene messa di fronte alle conseguenze negative della fusione tra le due aziende, che comporterebbe tagli al personale. Giuseppe le ricorda che, nonostante le difficoltà, Giovanni si era sempre distinto per il rispetto verso i suoi dipendenti, consapevole delle loro fatiche, e che, se fosse per lui, la situazione non sarebbe mai stata accettata. Dopo un chiarimento, i due riallacciano la loro relazione. Maria Teresa decide quindi di lasciare Riccardo, dimettendosi dalla Sartori, e di prendere insieme alle sorelle le redini dell’azienda di famiglia, per la felicità del padre. La serie si conclude con la presentazione del marchio "Sorelle Franza" e del loro primo prodotto, dedicato al fratello Antonio, e con l’annuncio che Maria Teresa è incinta di una bambina da Giuseppe.

## Ascolti
| Puntata | Rai 1          | Rai 1          | Rai 1 | Fonte |
| Puntata | Prima TV       | Telespettatori | Share | Fonte |
| ------- | -------------- | -------------- | ----- | ----- |
| 1       | 18 aprile 2017 | 6.265.000      | 24,2% | [ 5 ] |
| 2       | 25 aprile 2017 | 6.565.000      | 27,9% | [ 6 ] |
| 3       | 26 aprile 2017 | 6.578.000      | 26,5% | [ 7 ] |
| 4       | 2 maggio 2017  | 6.882.000      | 28,1% | [ 8 ] |

## Produzione
La maggior parte delle scene sono state girate a Bassano del Grappa, mentre le altre tra Marostica, Costabissara, Schiavon, Montegalda, Paderno del Grappa, Crespano del Grappa, Breganze, Fara Vicentino, Padova. Altre scene sono state girate a Bofete, in Brasile.

## Colonna sonora
Ogni puntata si apre con Mulher Rendeira, canzone popolare brasiliana, nella versione del 1966 della cantautrice statunitense Joan Baez.
Prima puntata
- La bambola – Patty Pravo
- Che colpa abbiamo noi – The Rokes
- Nel sole – Al Bano
- Homage to Mozart – F. Bocchino (RaiTrade)
- Canzone del Maggio – Fabrizio De André
- Giselle

Seconda puntata
- Stop! In the Name of Love – The Supremes
- Se perdo te – Patty Pravo
- Inno – Mia Martini
- Piccola città – Francesco Guccini
- Marry Christmas – P. Mòsele, S. Torossi (RaiTrade)
- Impressioni di settembre – Premiata Forneria Marconi
- Le tue mani su di me – Antonello Venditti

Terza puntata
- Voglio ridere – Nomadi
- Musica anni '80 – E. Levantesi (RaiTrade)
- Reach Out I'll Be There – Gloria Gaynor
- Milano – Lucio Dalla
- Un giorno dopo l'altro – Luigi Tenco

Quarta puntata
- Anima fragile – Vasco Rossi
- Abbi cura di te – Nomadi
- Homage to Mozart – F. Bocchino (RaiTrade)
- Le cose della vita – Antonello Venditti
- Polka
- Futura – Lucio Dalla

## Riconoscimenti
- Roma Fiction Fest
  - 2016 – Miglior attrice a Cristiana Capotondi[13]